# Duck Commander 500
Das Duck Commander 500 war ein Rennen der NASCAR Cup Series, das auf dem Texas Motor Speedway in Fort Worth, Texas ausgetragen wurde. Im Jahre 1997 fand das Rennen erstmals statt. Bis zum Jahre 2007 wurden alle ausgetragenen Rennen von einem anderen Fahrer gewonnen. Es gab keine Mehrfachgewinner. Es ist die längste Zeit ohne Mehrfachgewinner in der NASCAR. 2007 wurde diese Serie gebrochen, als Jeff Burton das Rennen für sich entscheiden konnte.
Im Jahre 1998 war das Rennen ohne Sponsor und hieß schlicht „Texas 500“. Das zweite Rennen, das der Sprint Cup jährlich auf dem Texas Motor Speedway austrägt, ist das AAA Texas 500, welches erst seit 2005 gefahren wird und seitdem immer ein Rennen des Chase for the Sprint Cup war.

## Sieger
- 1997: Jeff Burton
- 1998: Mark Martin
- 1999: Terry Labonte
- 2000: Dale Earnhardt junior
- 2001: Dale Jarrett
- 2002: Matt Kenseth
- 2003: Ryan Newman
- 2004: Elliott Sadler
- 2005: Greg Biffle
- 2006: Kasey Kahne
- 2007: Jeff Burton
- 2008: Carl Edwards
- 2009: Jeff Gordon
- 2010: Denny Hamlin
- 2011: Matt Kenseth
- 2012: Greg Biffle
- 2013: Kyle Busch
- 2014: Joey Logano
- 2015: Jimmie Johnson
- 2016: Kyle Busch